# Amselina minorita
Amselina minorita is een vlinder uit de familie van de dominomotten (Autostichidae). De wetenschappelijke naam van de soort is, als Eremicamima minorita, voor het eerst geldig gepubliceerd in 1963 door Gozmany.

## Andere combinaties
- Eremicamima minorita Gozmany, 1963